# Madonna dell'Umiltà (Angelico)
La Madonna dell'Umiltà è un dipinto del Beato Angelico che appartiene al Museo Thyssen-Bornemisza di Madrid ed è conservato in prestito presso il Museo nazionale d'arte della Catalogna .

## Storia e descrizione
L'opera è stata identificata come quella descritta da Giorgio Vasari nel 1568 nella casa della famiglia Gondi, a Firenze, dove faceva parte di un polittico.
La Vergine seduta su un cuscino appoggiato direttamente a terra con il bambino in braccio, tiene nella mano sinistra un vaso che contiene rose e un giglio, simboli di maternità e purezza. 
Il Bambino, mentre tiene un giglio nella mano, appoggia la fronte sulla guancia di sua madre. 
Entrambi sono posti sotto un drappo d'onore in oro e broccato nero ricamato tenuto da tre angeli, mentre altri due sono seduti a terra, intenti a suonare un organo e un liuto. 
Le figure monumentali, lo splendore degli abiti, la luce modulata e l'uso del colore blu collocano questo pannello nel più puro stile Italiano del quindicesimo secolo.